# Негели, Карл Вильгельм фон
Карл Вильгельм фон Не́гели (нем. Carl Wilhelm von Nägeli; 27 марта 1817 — 10 мая 1891) — швейцарский и немецкий ботаник XIX века.
Член Баварской академии наук (1862), иностранный член-корреспондент Петербургской академии наук (1865), иностранный член Лондонского королевского общества (1881).

## Путь в науке
Получив первоначальное образование в цюрихской гимназии, Негели поступил в 1836 г. в университет того же города, решив посвятить себя медицине; скоро, однако, следуя внутреннему влечению, отдался всецело изучению естественных наук и специально ботаники.
В 1839 г. Негели работал в Женеве у Альфонса Декандоля и исполнил свой первый научный труд — о швейцарских видах рода Cirsium, для докторской диссертации (Цюрих, 1840). После непродолжительного пребывания в Берлине он провёл полтора года в Йене, произвёл здесь ряд ценных открытий и основал вместе с Шлейденом журнал «Zeitschrift für wissenschaftliche Botanik». В 1842 и 1845 гг. на морском берегу в Италии, а потом в Англии Негели изучал морские водоросли; результатом этих занятий явилось сочинение «Die neuern Algensysteme etc.» (1847), а через два года другая ценная работа по альгологии «Gattungen einzelliger Algen, physiologisch und systematisch bearbeitet» (1849). Сначала приват-доцент в Цюрихе (1842), Негели был потом экстраординарным профессором там же; с 1852 г. он ординарный профессор во Фрайбурге; Негели здесь произвёл весьма важные исследования по анатомии и физиологии растений, изучил, между прочим, строение крахмальных зёрен, которым посвятил в 1858 г. обширную монографию «Die Stärkekörner, morphologische, physiologische, chemisch-physikalische und systematisch-botanische Monographie». Возвратившись в Цюрих в 1855 г., Негели недолго пробыл там профессором политехнического института и в 1857 г. переехал в Мюнхен, где оставался до конца жизни профессором и директором ботанического института. Число учеников Негели сравнительно очень невелико, но некоторые из них стяжали потом большую известность и заняли видное место в науке, как С. Швенденер, К. Э. Крамер, О. Брефельд, А. Реман и др.

## Научный вклад
Негели был разносторонне и широко образованный исследователь; его заслуги велики — и не только в ботанике, но вообще в биологии. Он открыл и описал целый ряд водорослей, изучил их развитие и строение, разработал систематику этих растений; далее, он открыл сперматозоиды у наземных и водяных папоротников, работал по физиологии грибов и бактерий. Ещё важнее его исследования по анатомии в физиологии клетки и органов. Изучив строение и способ нарастания клеточных оболочек, Негели дал новую теорию строения и роста организованных тел вообще (теория интуссусцепции [внедрения] и мицеллярной структуры). Ему и его ученикам наука обязана важными данными о способе нарастания различных растений, о верхушечной клетке у споровых растений и об образовании, через её деление (так называемой сегментации), стебля и листьев, о ходе и распределении у иных растений сосудистых пучков, об образовании и росте корней и многом другом. Его книга «Mechanisch-physiologische Theorie der Abstammungslehre» (1884) заключает критику дарвиновской теории естественного отбора, разбор условий образования помесей и разновидностей, теорию идиоплазмы, как носительницы наследственности, и многое другое. В связи с этой работой стоят исследования Негели по систематике рода Hieracium (ястребинка, Nägeli und Peter, «Die Hieracien Mitteleuropas», 1885). Это растение он рекомендовал Г.И. Менделю для проверки законов наследования, что, однако, только запутало ситуацию. Наконец, последняя работа Негели касается весьма интересной, но и весьма загадочной пока области явлений, названных им олигодинамическими; она обнародована уже после его смерти («Ueber Oligodynamische Erscheinungen in lebenden Zellen von C. v. Nägeli, mit einem Vorwort von S. Schwendener und einem Nachtrag von C. Cramer», в «Denkschriften der Schweiz, naturf. Gesellschaft», 1893). Негели, много работавший над различными трудными вопросами науки, в некоторых случаях ошибался. С течением времени некоторые наблюдения и соображения Негели оказались не вполне или совсем неправильными (например, крахмальные зёрна), но многое и до сих пор остаётся ценнейшим научным достоянием. Стремление к точной математической обработке предмета, строго-логическая последовательность и ясность мысли, не ограничивающейся узкими рамками ближайшей видимости, но стремящейся к философскому пониманию природы во всей совокупности её явлений, — вот характерные черты духовного облика Негели, и имя его останется в истории науки, как имя выдающегося ботаника-мыслителя.